# Surface Water and Ocean Topography
Surface Water and Ocean Topography (SWOT) är en framtida satellit som tillsammans utvecklats av NASA och CNES, den franska rymdorganisationen, i samarbete med den kanadensiska rymdorganisationen (CSA) och UK Space Agency (UKSA). Målet med uppdraget är att göra den första globala undersökningen av jordens ytvatten, att observera de fina detaljerna i havets yttopografi och att mäta hur ytvattenförekomster förändras över tid. 
Medan tidigare satellituppdrag som Jason-seriens höjdmätare (TOPEX / Poseidon, Jason-1, Jason-2, Jason-3) har gett variationer i flod- och sjövattenytan på utvalda platser, kommer SWOT att tillhandahålla de första riktigt globala observationerna av förändrade vattennivåer. I världens hav kommer SWOT att observera havets cirkulation i en aldrig tidigare skådad skala 15-25 km, ungefär en storleksordning finare än nuvarande satelliter. Eftersom den använder vidsträckt altimetriteknik, kommer SWOT nästan fullständigt att observera världens hav och sötvattensföremål med upprepade höjdmätningar med hög upplösning, vilket möjliggör observationer av variationer. 